# Miłkowo (gromada)
Miłkowo – dawna gromada, czyli najmniejsza jednostka podziału terytorialnego Polskiej Rzeczypospolitej Ludowej w latach 1954–1972.
Gromady, z gromadzkimi radami narodowymi (GRN) jako organami władzy najniższego stopnia na wsi, funkcjonowały od reformy reorganizującej administrację wiejską przeprowadzonej jesienią 1954 do momentu ich zniesienia z dniem 1 stycznia 1973, tym samym wypierając organizację gminną w latach 1954–1972.
Gromadę Miłkowo z siedzibą GRN w Miłkowie utworzono – jako jedną z 8759 gromad na obszarze Polski – w powiecie czarnkowskim w woj. poznańskim, na mocy uchwały nr 18/54 WRN w Poznaniu z dnia 5 października 1954. W skład jednostki weszły obszary dotychczasowych gromad Kamionka, Klempicz, Miłkowo, Stajkowo i Sokołowo, ponadto miejscowość Bończa z dotychczasowej gromady Lubasz oraz miejscowości Brzeg, Dulinowo i Jaglina z dotychczasowej gromady Sławno – ze zniesionej gminy Lubasz w tymże powiecie. Dla gromady ustalono 19 członków gromadzkiej rady narodowej.
1 stycznia 1958 z gromady Miłkowo wyłączono miejscowości Pieczyska i Stajkowo, włączając je do gromady Lubasz w tymże powiecie.
Gromadę zniesiono 1 stycznia 1960, a jej obszar włączono do gromady Lubasz w tymże powiecie.